# Le Cavalier traqué

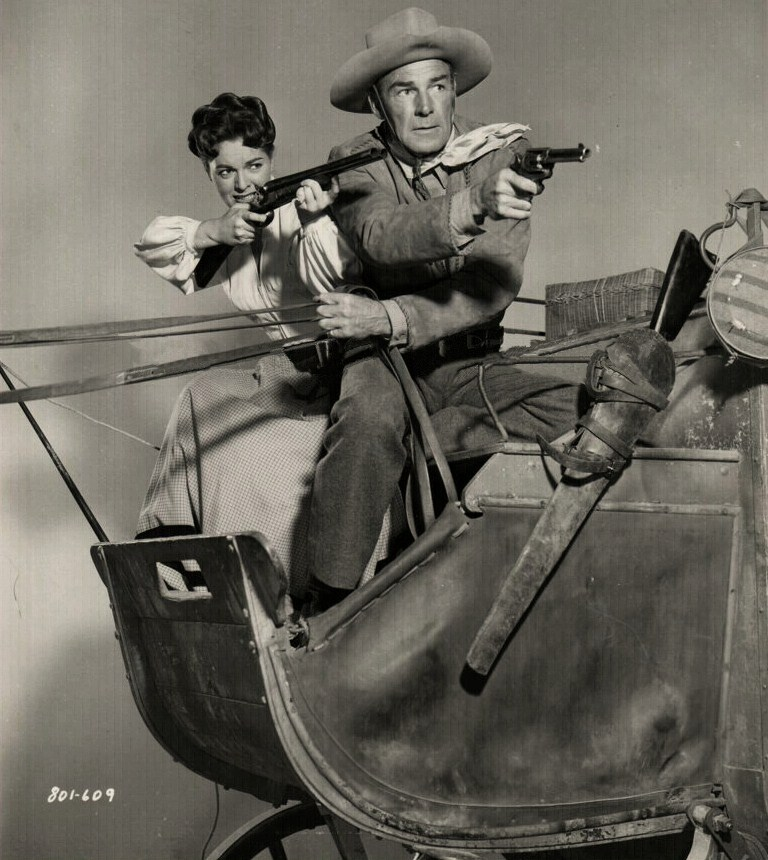
Image publicitaire du film, avec Joan Weldon et Randolph Scott.

Le Cavalier Traqué (Riding Shotgun) est un western américain réalisé par André De Toth en 1954 qui met en vedette Randolph Scott et Charles Bronson.

## Synopsis
Larry Delong est chargé de protéger les diligences des hors-la-loi qui cherchent à intercepter les convois. Lors d'une mission, il est confronté au bandit de grand chemin Dan Marady et laissé pour mort. Il comprend néanmoins que le vol de la diligence servira de diversion pour attirer le shérif de la ville voisine et ses adjoints afin de braquer facilement le casino. Delong arrive en ville pour prévenir les habitants mais au lieu d'être écouté, il est considéré comme un complice de Marady.

## Fiche technique
- Titre : Le Cavalier Traqué
- Titre original: Riding Shotgun
- Réalisateur : André De Toth
- Scénario : Thomas W. Blackburn
- Photographie : Bert Glennon
- Direction artistique : Edward Carrere
- Son : C.A. Riggs
- Montage : Rudi Fehr
- Musique : David Buttolph
- Production : Ted Sherdeman
- Maisons de production : Warner Bros.
- Pays de production : États-Unis
- Langue : anglais
- Format : Couleurs (WarnerColor) - 35 mm -  1.37 : 1 - Son Mono
- Durée : 73 minutes
- Genre : Western
- Date de sortie : 
  - États-Unis : 1er avril 1954
  - France : 16 mars 1955

## Distribution
Légende : Les VF ci-dessous proviennent d'un doublage effectué en 1985 pour une diffusion télévisée.
- Randolph Scott (VF : Pierre Hatet) : Larry Delong
- Wayne Morris (VF : Jacques Ferrière) : Deputy Sheriff Tub Murphy
- Joan Weldon (VF : Anne Kerylen) : Orissa Flynn
- Joe Sawyer (VF : Claude Joseph) : Tom Biggert
- James Millican (VF : Marc de Georgi) : Dan Marady
- Charles Buchinsky (Charles Bronson) (VF : Alain Dorval) : Pinto
- James Bell (VF : Serge Lhorca) : Doc Winkler
- Fritz Feld (VF : Roger Carel) : Fritz
- Richard Garrick (VF : Jean Berger) : Walters
- Opal Euard (VF : Ginette Frank) : Mouthy Townswoman (non créditée)
- Tex Driscoll (VF : Henri Labussière) : Townsman (non crédité)
- Phil Chambers (VF : Jean Violette) : Stage Station Manager (non crédité)
- Kem Dibbs (VF : Daniel Gall) : Ben (non crédité)